# Nome massa

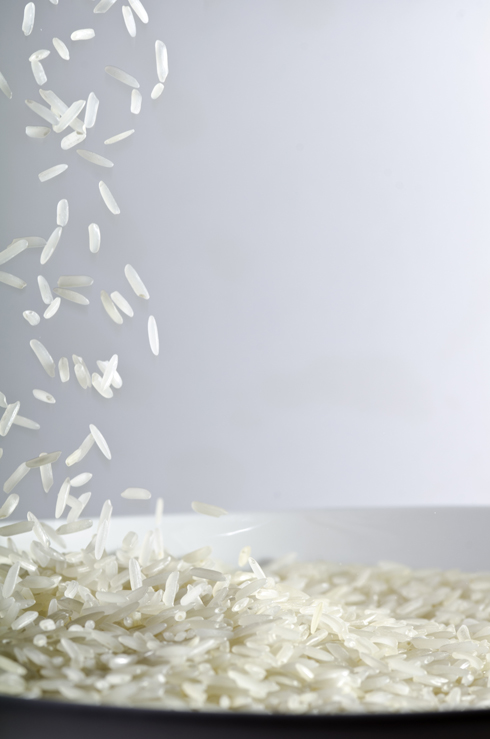
In italiano e in inglese, riso/rice è un nome massa, non numerabile: non si può dire "un riso", "due risi", "tre risi"...; non si usa al plurale perché vengono considerati nell'insieme tutti i suoi chicchi, che non possono essere facilmente contati. Di contro, si può misurare, p.e. "un chilo di riso".

In linguistica, un nome massa o nome non numerabile è una tipologia di nome comune che si riferisce a «entità che non possono essere numerate in unità separate» ovvero a materia indivisa (anche astratta) o trattata come una massa indivisibile; in quanto tale non può essere comunemente declinato al plurale o enumerato, bensì può essere solo misurato. Per tutti questi motivi, esso si contrappone al nome numerabile da cui differisce morfologicamente, oltre che per il non-uso del plurale, per l'uso di specificatori diversi.
Ne sono esempi in lingua italiana e inglese nomi concreti come acqua/water, sangue, air, riso/rice o nomi astratti come odio/hatred  o tempo [atmosferico]/weather.

## Caratteristiche

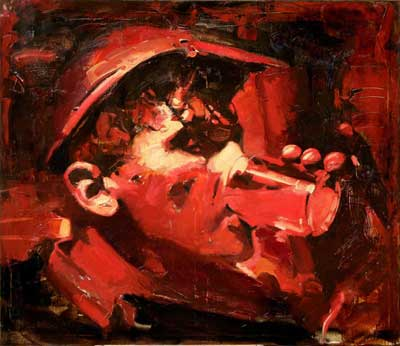
Sono nomi massa tanto il concreto acqua/water (che si misura in bicchieri, bottiglie, litri, ecc... e il cui plurale si usa solo in accezioni particolari, p.e. "si sono rotte le acque") quanto l'astratto sete/thirst.

I nomi massa rappresentano entità senza confini precisi nello spazio o nel tempo, e in quanto tali possono essere tanto concreti ("acqua") quanto astratti ("sete"). 
Non prevedono il plurale, ma tollerano la presenza di determinanti: oltre agli articoli, i nomi massa possono essere accompagnati dalla maggior parte dei modificatori previsti per i nomi comuni, quali aggettivi qualificativi, dimostrativi, sintagmi preposizionali, relativi. In italiano, i nomi massa possono essere preceduti da modificatori di quantità singolari ("molto") e non plurali ("molti"); altrettanto, in lingua inglese, i modificatori many e fewer si applicano ai numerabili, ma non ai nomi massa: much wine ('molto vino'), in contrapposizione al numerabile many bottles ('molte bottiglie'). In definitiva, si utilizzano termini quantificatori diversi per numerabili e non numerabili.
In inglese possono presentarsi nudi al singolare (I like rice, rice is good, in italiano "Mi piace il riso, il riso è buono"), al contrario dei nomi numerabili (*I like pear, pear is good, 'Mi piace pera, pera è buona').
Nel complesso, i nomi massa si comportano come i plurali dei nomi numerabili, in merito ai quantificatori, alla possibilità di essere usati da soli ("nudi") o di esser accompagnati da termini spaziali come «dappertutto» («c'era fuliggine dappertutto» per il nome massa, «c'erano coriandoli dappertutto» per il numerabile al plurale.).. Per analogia, si comportano perlopiù come i nomi astratti.

### Casi ambigui
Alcuni sostantivi possono essere utilizzati sia come nomi numerabili sia come nomi massa, come l'inglese hair, che può essere il numerabile 'pelo' o 'capello' o piuttosto un nome massa (con il significato di 'capelli').
In italiano, sostantivi come bellezza si comportano come non numerabili se utilizzati come nomi astratti (La bellezza è negli occhi di chi guarda), ma come numerabili se utilizzati con accezione concreta (La spiaggia era piena di bellezze in costume da bagno). Esempi sovrapponibili in lingua inglese sono rappresentati da war, che è un nome massa in una frase come War is disgraceful ("La guerra è disonorevole"), ma numerabile in The wars between the U.S.A. and Iraq are two ('Le guerre tra Stati Uniti e Iraq sono due'). Nomi massa concreti come polvere possono diventare numerabili se assumono un altro significato, come in dare fuoco alle polveri. Acque/waters si utilizza in frasi idiomatiche come le acque dell'Amazzonia/the waters of the Amazon. Nomi massa concreti possono eccezionalmente essere utilizzati al plurale, accompagnati da numerali o da un articolo indeterminativo, quando quest'uso implica un significato equivalente a "unità di X" o "tipi di X": in two beers/due birre è implicita la misura di "due bicchieri di birra" o "due bottiglie di birra", o due marche diverse di birra.
I nomi massa astratti, invece, in lingua inglese non possono essere usati né con gli articoli né al plurale. Mickey showed fear ('Mickey mostrò paura') ma non *Mickey showed the fear ('Mickey mostrò paura'); altresì patience ('pazienza') o education ('istruzione') non possono essere comunemente enumerati come *three patiences o *four educations. È anche vero che l'uso di alcuni nomi massa astratti al plurale denota fonti di diverso tipo: fears, 'paure' sono cause che generano paura, surprises ('sorprese') cose che suscitano sorpresa, e così via.
In lingua inglese, inoltre, esistono nomi che rappresentano casi ambigui tra numerabile e non numerabile, in quanto sostantivi che non si flettono al plurale, ma hanno una stessa forma per i due numeri grammaticali, spesso riferiti ad animali che non venivano storicamente riconosciuti nella loro individualità quanto nelle loro aggregazioni da parte di cacciatori, allevatori e pescatori (sheep, 'pecora'/'pecore'; fish, 'pesce'/'pesci'): possono essere accompagnati da un numerale, pur senza avere una forma plurale. Inoltre, alcuni sostantivi numerabili che si riferiscono ad animali o a piante, come apple ('mela') o oak ('quercia'), possono assumere connotazioni di nome massa se ci si riferisce all'insieme delle loro parti commestibili o utilizzabili dall'uomo.

## Linguistica comparata

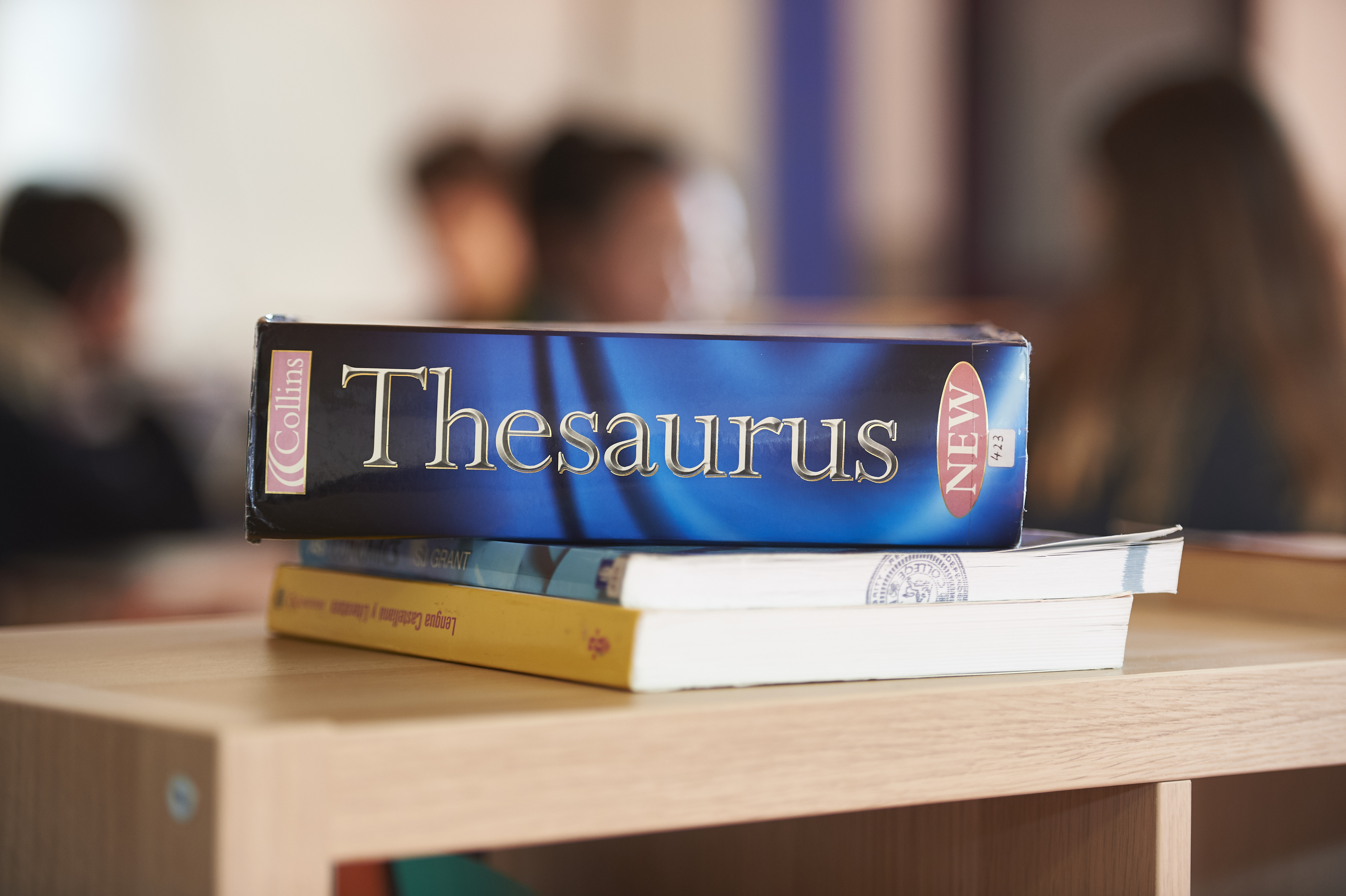
In cinese tutti i sostantivi sono nomi massa. Per descrivere quest'immagine, invece di "tre libri" o "three books", si usa una locuzione traducibile come "tre volumi (di) libri".

All'interno di una stessa lingua o tra lingue diverse non è sempre prevedibile il riferimento a un tipo o all'altro, anche per materie simili: in inglese beans ('fagioli') è numerabile, ma rice ('riso') non lo è; inoltre, alcuni usi variano nel corso dell'evoluzione della lingua. Nell'inglese medievale (Middle English) esisteva il nome massa pease ("piselli"), usato come il contemporaneo rice; nell'uso pragmatico, la parola si è evoluta nel singolare pea ("pisello", plurale peas), non esistente, in un processo noto come retroformazione.
Oltre ai già citati, altri esempi di differenze tra l'inglese e l'italiano sono excrement (escrementi, al plurale, in italiano) o spaghetti ('spaghetti', mutuato dal plurale italiano, ma singolare non numerabile in inglese).
Alcune lingue europee come il francese e il tedesco usano gli articoli con i nomi massa: l'inglese love è l'amour/die Liebe, wine corrisponde a le vin..., così come avviene in italiano. In arabo, sostantivi per "cipolle", "pesche", "banane" sono nomi massa, usati al singolare; per riferirsi a una loro unità, si utilizza un suffisso col significato di "uno di". In cinese tutti i sostantivi si comportano da nomi massa: per enumerarli o metterli al plurale, si usa un classificatore, p.e. "due attrezzi di martello" o "tre cilindri di penna".

## Teoria linguistica
Secondo alcuni autori, il concetto grammaticale fa capo alla struttura ontologica di ciò denota: i nomi massa rappresentano «realtà che non si lasciano configurare da precisi confini nello spazio o nel tempo» e che «possono essere nomi di stati o attività continuativi». Secondo altri autori, invece, dipende da come un'entità è considerata in ciascuna lingua, più che dalla natura intrinseca dell'oggetto a cui si riferisce quel sostantivo; infatti, per esempio, in lingua inglese sono presenti più nomi massa (come «hair», "capelli") rispetto alla lingua italiana.
La sovrapposizione tra l'uso dei plurali numerabili e dei singolari massa atterrebbe alla concezione mentale degli aggregati: «sostanze» per i nomi massa e «moltitudini» per i plurali numerabili. In entrambi i casi mancano confini intrinseci e possono presentarsi in diverse forme («sassi» come «crema»), mentre i nomi numerabili al singolare sono racchiusi da un confine e da una forma  («un cane», «due cani»). La differenza è che nel plurale numerabile si riconosce un insieme di individui numerabili. Un «sasso» (numerabile singolare) è delimitato e ha una sua forma; dei «sassi» (numerabile plurale) non sono delimitati ma sono composti da entità singole; una «crema» (non numerabile) non è delimitata e non è composta da entità singole. Pertanto la concezione della materia non distinguerebbe tra «numerabile» e «non numerabile», ma si baserebbe sui due criteri di «delimitato» e «composto di individui».
Seguendo il lavoro di logici come Godehard Link e linguisti come Manfred Krifka, alla distinzione massa/numerabile può essere data una precisa definizione matematica in termini di nozioni come cumulatività e quantizzazione. Discusso da Barry Schein nel 1993, un nuovo framework logico, chiamato «logica plurale» (plural logic), è stato utilizzato anche per caratterizzare la semantica dei nomi numerabili e non numerabili.